# Upper Swan
Upper Swan är en del av en befolkad plats i Australien. Den ligger i kommunen Swan och delstaten Western Australia, omkring 26 kilometer nordost om delstatshuvudstaden Perth. Antalet invånare är 616.
Närmaste större samhälle är Bassendean, omkring 17 kilometer sydväst om Upper Swan. 
Trakten runt Upper Swan består till största delen av jordbruksmark. Runt Upper Swan är det ganska tätbefolkat, med 70 invånare per kvadratkilometer. Genomsnittlig årsnederbörd är 763 millimeter. Den regnigaste månaden är juli, med i genomsnitt 131 mm nederbörd, och den torraste är december, med 14 mm nederbörd.